# Joseph Augustine Di Noia
Joseph Augustine Di Noia, O.P. (Bronx, 10 de julho de 1943) é um membro americano da Ordem Dominicana que é um arcebispo e teólogo católico romano. Ele é um membro proeminente da Cúria Romana, tornando-se sucessivamente Subsecretário da Congregação para a Doutrina da Fé e Secretário da Congregação para o Culto Divino e a Disciplina dos Sacramentos. Em 21 de setembro de 2013, o Papa Francisco transferiu-o do cargo de vice-presidente da Pontifícia Comissão Ecclesia Dei e nomeou-o secretário adjunto do Congregação para a Doutrina da Fé.

## Início da vida e educação
Nascido no bairro de Bronx, parte da cidade de Nova York, Di Noia foi batizado no Capuchinho Paróquia da Imaculada Conceição em Gun Hill Road.
Di Noia tornou-se membro da Província Oriental de São José, Di Noia formou-se bacharel em Providence College em 1965. Ele estudou filosofia na faculdade de formação filosófica do St. Stephen's Priory em Dover, Massachusetts, EUA . e depois prosseguiu sua formação teológica na Casa Dominicana de Estudos em Washington, D.C. Ele foi ordenado em 4 de junho de 1970, e ensinou teologia em Providence College de 1971 a 1974. Ele ganhou um doutorado em teologia da Universidade de Yale em 1980 com uma dissertação intitulada "Teologia Católica das Religiões e Diálogo Inter-religioso ".

## Carreira inicial
Ele ensinou teologia por 20 anos na Casa Dominicana de Estudos e foi editor da revista teológica The Thomist. Ele foi diretor fundador do Fórum Intercultural do Centro Cultural Papa João Paulo II, em Washington DC.
Antes do trabalho de Di Noia no Centro Cultural Papa João Paulo II, ele serviu por sete anos como diretor executivo do Secretariado de Doutrina e Práticas Pastorais da Conferência Nacional dos Bispos Católicos (hoje Conferência dos Bispos Católicos dos Estados Unidos ).
Em 1994, Di Noia foi signatária do documento Evangélicos e Católicos Juntos. Em 1998 ele recebeu da Ordem Dominicana o título de Mestre da Sagrada Teologia. De 1997 a 2002, ele foi membro da Comissão Teológica Internacional. Para o ano acadêmico, começando no outono de 2001 e terminando na primavera de 2002, ele foi professor visitante no St. Joseph's Seminary em Yonkers , Nova York.

## Carreira no Vaticano
Di Noia foi nomeado Subsecretário da Congregação para a Doutrina da Fé em 4 de abril de 2002. Em 16 de junho de 2009, ele se tornou secretário da Congregação para o Culto Divino e a Disciplina dos Sacramentos, e foi nomeado Arcebispo titular de Oregon City.
Em 11 de julho de 2009, no dia seguinte ao seu 66º aniversário, Di Noia recebeu consagração episcopal de William Levada, Donald Wuerl e Thomas C. Kelly no Santuário Nacional da Imaculada Conceição, em Washington, DC Antonio Cañizares Llovera, Prefeito da Congregação para a O Culto Divino e a Disciplina dos Sacramentos, destinados a auxiliar na consagração do novo secretário de sua congregação, mas as dificuldades de visto não lhe permitiram embarcar no avião em Roma. Kelly, que já planejava comparecer, era o diretor espiritual de Di Noia quando era seminarista na Casa de Estudos Dominicana em Washington.
O titular para o qual foi nomeado é o da cidade de Oregon. Esta era, como residencial, uma das mais antigas metrópoles nos Estados Unidos, depois de Baltimore, a primeira diocese (e, mais tarde, a primeira arquidiocese) dos Estados Unidos. Tornou-se uma arquidiocese metropolitana em 1850, mas a sé foi transferida para Portland em 1928. Oregon City tornou-se uma arquidiocese titular em 1996, mas Di Noia é o primeiro bispo a quem foi designada como sua sede titular.
Di Noia é também membro da Pontifícia Academia de Santo Tomás de Aquino.
Em 26 de junho de 2012, o Papa Bento XVI nomeou-o para servir como Vice-Presidente da Pontifícia Comissão Ecclesia Dei, servindo sob o seu antigo superior, Cardeal William Levada, que era seu presidente porque ele serviu como prefeito da Congregação para a Doutrina da Fé. A comissão está encarregada de supervisionar as conversações entre a Santa Sé e os seguidores do falecido arcebispo tradicionalmente excomungado Marcel Lefebvre (principalmente inclinados membros da Fraternidade de São Pio X, agora liderada pelo bispo Bernard Fellay).
Em 21 de setembro de 2013, o Papa Francisco nomeou-o para o seu cargo atual como Secretário Assistente (Adjunto) da Congregação para a Doutrina da Fé.
Em 1 de junho de 2022, o Papa Francisco o nomeou como membro da Congregação para o Culto Divino e Disciplina dos Sacramentos.

## Livros
- A Diversidade das Religiões: Uma Perspectiva Cristã (Catholic University of America Press, 1992)
- O amor que nunca acaba: uma chave para o catecismo da Igreja Católica (Our Sunday Visitor Press, 1996).

## Link Externo
- The Very Rev. J. Augustine Di Noia, O.P.
- Dominican House of Studies, Washington, D.C.